# Olmaliq

Olmaliq (2015)

Olmaliq (kyrillisch Олмалиқ; russisch Алмалык Almalyk) ist eine kreisfreie Stadt in der usbekischen Viloyat Taschkent, gelegen 55 km südöstlich der Hauptstadt Taschkent auf etwa 530 m Seehöhe.
Olmaliq befindet sich an den nördlichen Hängen des Quramagebirges am linken Ufer des Flusses Ohangaron. Gemäß der Bevölkerungszählung 1989 hatte Olmaliq damals 116.000 Einwohner, einer Berechnung für 2009 zufolge beträgt die Einwohnerzahl 110.747.
Olmaliq wurde 1951 gegründet und entwickelte sich zu einem Zentrum der Metallurgie, in dem Kupfer, Molybdän, Blei und Zink aus dem Quramagebirge gefördert und teils verarbeitet werden. Der Name der Stadt jedoch bezieht sich auf das Vorkommen wilder Apfelbäume, olma ist usbekisch für „Apfel“.

## Sport
Aus Olmaliq stammt der Fußballverein FK Olmaliq. Er spielt im 12.500 Zuschauer fassenden AGMK Stadion.

## Söhne und Töchter
- Georgi Tadschijewitsch Agsamow (1954–1986), sowjetischer Schachspieler
- Ella Alexandrowna Pamfilowa (* 1953), russische Politikerin
- Dmitri Wadimowitsch Charatjan (* 1960), russischer Schauspieler
- Waldemar Anton (* 1996), deutscher Fußballspieler